# Humbaud (archevêque)
Pour les articles homonymes, voir Humbaud.
Humbaud est, au début du XIIe siècle, un légat du pape et le 61e archevêque de Lyon.

## Biographie
Archidiacre de l'église d'Autun, il est élu archevêque de Lyon par le chapitre à la mort de Josserand en 1118. En 1119, il est présent et souscrit au concile de Reims, convoqué par le pape Calixte II, ancien archevêque de Vienne. Il obtient de ce même pape en 1122 la confirmation de la primatie de Lyon sur les Gaules malgré les protestations de Louis VI le Gros qui considère que les évêchés français ne pouvaient être soumis à un évêque étranger. 
Dans le diocèse de Lyon, il favorise la fondation du prieuré de Beaulieu, près de Roanne et dépendant de L'abbaye de Fontevraud, maison-mère de l’  Ordre de Fontevraud, et de celle de la chartreuse de Portes en Bugey, consacrée en 1128.
En 1126, le pape Honorius II le nomme légat. C'est à ce titre qu'il reçoit des lettres de saint Bernard en faveur de l'évêque de Meaux et surtout qu'il excommunie Pons de Melgueil, ancien abbé de Cluny qui tenta de reprendre cet abbatiat par la force. Devant se rendre à Rome pour les affaires de sa légatie, il meurt en chemin en 1128.